# Węgry na Letnich Igrzyskach Paraolimpijskich 2004
Węgry na Letnich Igrzyskach Paraolimpijskich 2004 w Atenach reprezentowało 37 zawodników, 25 mężczyzn i 12 kobiet. Reprezentacja Węgięr zdobyła 19 medali, 1 złoty, 8 srebrnych i 10 brązowych. Zajęli 46 miejsce w klasyfikacji medalowej.